# U Thant
Maha Thray Sithu U Thant (Ayeyarwady, 22 de janeiro de 1909 – Nova Iorque, 25 de novembro de 1974) foi um político da Birmânia (presentemente Mianmar). Foi o terceiro secretário-geral das Nações Unidas, com dois mandatos de 1962 a 1971. Foi escolhido para comandar a ONU depois que o então secretário-geral, Dag Hammarskjöld, morreu num acidente aéreo. 

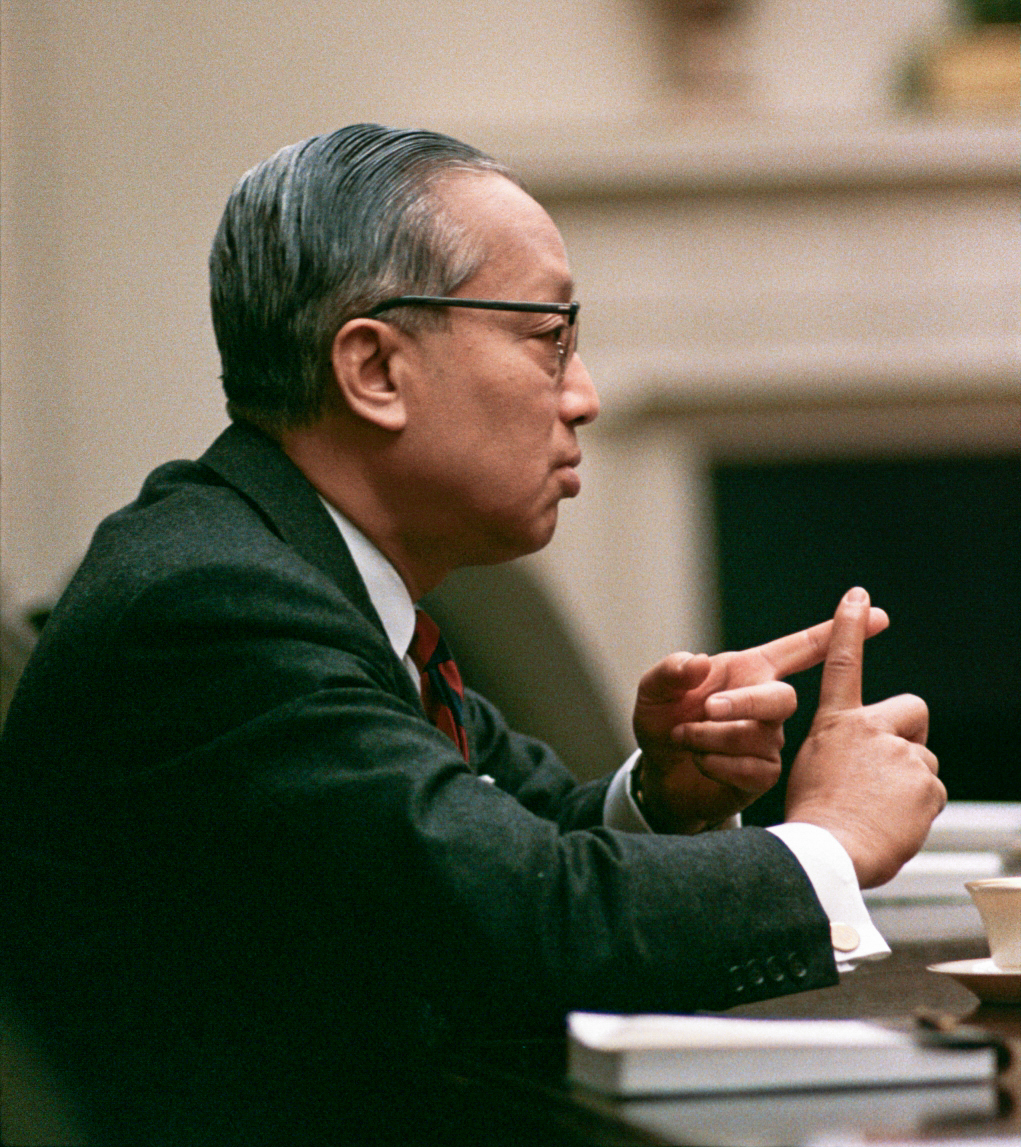
U Thant na Casa Branca, em 1968.

## Biografia
Nascido em Pantanaw, então Birmânia, em 1909, foi educado no Colégio Nacional e na University College, em Rangoon. Antes da carreira diplomática, U Thant trabalhou nas áreas de educação e informação. Ele foi mestre sênior e diretor do Colégio Nacional, em Pantanaw, e jornalista free-lancer.
Em 1942, U Thant serviu por alguns meses como secretário do Comitê para Reorganização da Educação da Birmânia. Em 1947, foi nomeado diretor de Imprensa do Governo. Depois, tornou-se diretor de broadcasting e secretário para o Governo da Birmânia no Ministério da Informação. Foi secretário de projetos no Gabinete do primeiro-ministro, secretário executivo da Junta Econômica da Birmânia, presidente da Comissão de Conciliação das Nações Unidas para o Congo e presidente do Comitê do Fundo das Nações Unidas para o Desenvolvimento de Capital .
Na época de sua nomeação como secretário-geral interino das Nações Unidas, U Thant foi representante permanente da Birmânia nas Nações Unidas, com status de embaixador (1957-1961). Durante esse período, chefiou as delegações birmanesas nas sessões da Assembleia Geral, e, em 1969, serviu como um dos vice-presidentes da 14º sessão.
U Thant aposentou-se no fim de seu segundo mandato, em 1971, e morreu em 1974, com 65 anos.
Carreira nas Nações Unidas
Thant iniciou seu mandato como Secretário-Geral interino no dia 3 de Novembro de 1961, quando foi apontado unanimemente pela Assembleia Geral, sob recomendação do Conselho de Segurança na Resolução 168, para o preenchimento do cargo de Dag Hammarskjöld. Thant foi novamente apontado unanimemente para Secretário-Geral a começar em 30 de Novembro de 1962. Nesse primeiro período de seu mandato foi altamente creditado o seu papel na resolução da crise cubana dos mísseis e para o fim da Guerra Civil do Congo.
U Thant foi reapontado como Secretário-Geral pela Assembleia Geral em 2 de Dezembro de 1966. Nesse segundo mandato supervisionou a entrada de dúzias de novos estados Asiáticos e Africanos e foi um firme oponente do regime do apartheid da África do Sul.
Thant também estabeleceu muitas das agências de desenvolvimento e meio ambiente, fundo e programas, incluindo o Programa de Desenvolvimento (UNDP), a Universidade da ONU, UNCTAD, O Instituto de Treino e Pesquisa da ONU (UNITAR), e o Programa Ambiental da ONU.
Diferentemente dos seus dois predecessores Thant se retirou do cenário internacional depois de dez anos de intensos debates com todas as grandes potências. Em 1961, quando Thant foi pela primeira vez apontado, a União Soviética insistiu no uso da formula da troika (3 Secretários-Gerais). Em 1966, quando Thant foi reapontado Secretário-Geral, todas as grandes potências reafirmaram a importância do trabalho do secretário chefe e de seus bons ofícios, um claro tributo ao trabalho de Thant.
O mandato de Thant testemunhou a Guerra dos Seis Dias, a Primavera de Praga, a subsequente invasão soviética na Tchecoslováquia e a Guerra entre Índia e Paquistão, em que nasce Bangladesh.
Thant foi amplamente criticado nos EUA e em Israel por concordar em retirar as tropas da ONU do Sinai em 1967 em resposta ao pedido do presidente egípcio Nasser.
A boa relação de Thant com o governo norte-americano rapidamente deteriorou quando Thant publicamente criticou a conduta Americana na Guerra do Vietnã. Thant secretamente também tentou o discurso entre Washington e Hanoi.
Em 23 de Janeiro de 1971, U Thant anunciou categoricamente que ele não estaria “sob nenhuma circunstância” disponível para um terceiro mandato como Secretário-Geral. Por muitas semanas, o Conselho de Segurança se manteve num impasse em busca de um sucessor, que viria a ser Kurt Waldheim.